# سيرجي تشيرنيكوف
سيرجي نيكولايفيتش تشيرنيكوف (11 ماي 1912 - 23 يناير 1987) (بالروسية: Сергей Николаевич Черников) هو رياضياتي روسي ساهم بشكل كبير في تطوير نظرية الزمر والمتباينات الخطية.

## مسيرته
ولد تشيرنيكوف بتاريخ 11 مايو 1912 في سرغيايف بوساد، في منطقة موسكو محافظة موسكو بروسيا. بعد تخرجه من المدرسة الثانوية، كان يعمل كعامل ، كسائق ، كمحاضر في الكتب وكمحاسب. حتى نوفمبر 1931 درس الرياضيات في مدرسة للعمال. من عام 1930 كان طالبا خارجيا من المعهد التربوي لجامعة ساراتوف الحكومية، حيث تخرج في عام 1933. بدأ الدراسات العليا في معهد الأورال الصناعي تحت الوصاية الخارجية لألكسندر ج. كوروش (من جامعة موسكو الحكومية). خلال مسيرته المهنية، قام بتدريب عدد من طلاب الدكتوراه، ونشر عشرات من الأوراق التي بقيت مؤثرة بعد 100 عام من ولادته.

## روابط خارجية
- Sergei Nikolaevich Chernikov's entry on Math-Net.ru